# ديفيد نيلسون (لاعب رياضة إلكترونية)
ديفيد نيلسون (بالإنجليزية: David Nelson)‏ هو لاعب رياضة إلكترونية ‏ أمريكي، ولد في 18 يناير 1974.